# Kohlsia cora
Kohlsia cora är en loppart som beskrevs av Hamilton Paul Traub 1950. Kohlsia cora ingår i släktet Kohlsia och familjen fågelloppor. Inga underarter finns listade i Catalogue of Life.